# Карлос де Молина
Инфант дон Карлос де Молина е испански аристократ, вторият, доживял зряла възраст, син на испанския крал Карлос IV и кралица Мария-Луиза Бурбон-Пармска. Често го наричат просто Дон Карлос.
Наричан Карлос V от поддръжниците на тезата, че именно той е законен наследник на испанския престол, той е първият от поредица „карлистки“ претенденти за короната. Той е яростен противник на либералните настроения в Испания и на нападките срещу Католическата църква.
След смъртта на брат му Фердинанд VII през 1833 г., дон Карлос официално заявява претенциите си към престола, отреден на невръстната му племенница, по-късно станала кралица Исабела II, подкрепяна от либералните сили. Резултатът е кървавата Първа карлистка война (1833 – 40). Дон Карлос среща подкрепа в баската провинция и в Каталония, но тя не е достатъчна и карлистите губят войната. Наследниците му продължават неговата кауза, водят се още две карлистки войни и са активни до средата на 20 век, но така и не успяват да победят.
1. 1 2  www.cervantesvirtual.com